# 芳官

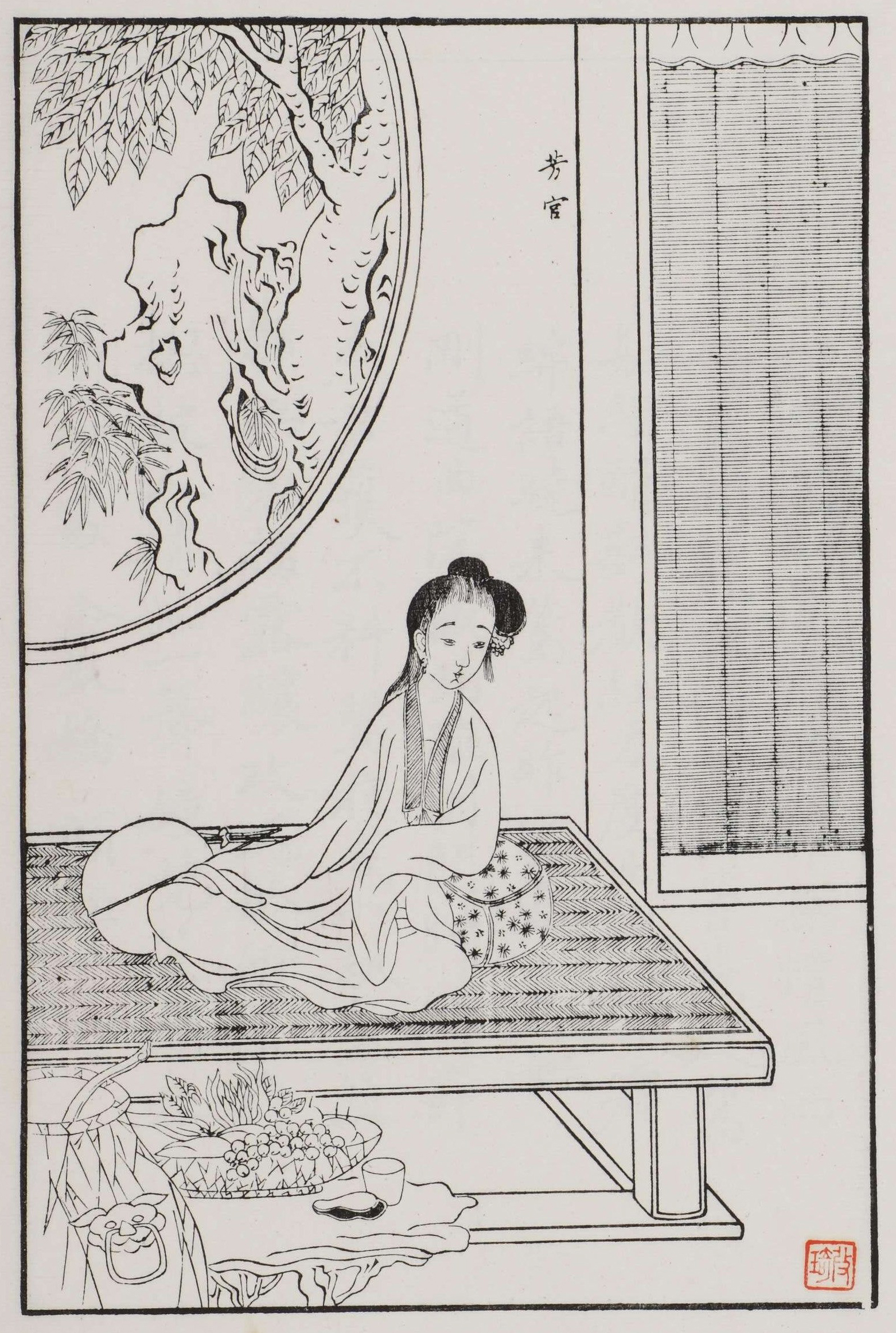
芳官,【清】改琦绘

芳官是《红楼梦》中的一个人物，姓花，姑苏人氏，贾家买来唱戏的十二个女孩之一（其餘是：文官、寶官、玉官、齡官、菂官、藕官、蕊官、茄官、葵官、豆官、艾官），個性伶俐聰明。正旦。戏班解散后到了怡红院给贾宝玉作丫环，抄捡大观园后，被王夫人指责为“狐狸精”，将她逐出大观园，“赏”她跟水月庵的智通出家。
第六十三回，众丫鬟在怡红院给宝玉过生日，芳官唱昆曲《邯郸梦》中的一个唱段《赏花时》：“翠凤毛翎扎帚叉，闲踏天门扫落花。您看那风起玉尘沙。猛可的那一层云下，抵多少门外即天涯。您再休要剑斩黄龙一线儿差，再休向东老贫穷卖酒家。您与俺眼向云霞。洞宾呵，您得了人可便早些儿回话；若迟呵，错教人留恨碧桃花。”